# كوهسالار عليا
كوهسالار عليا هي قرية في مقاطعة ميانة، إيران. عدد سكان هذه القرية هو 254 في سنة 2006.